# Centro histórico de Brujas

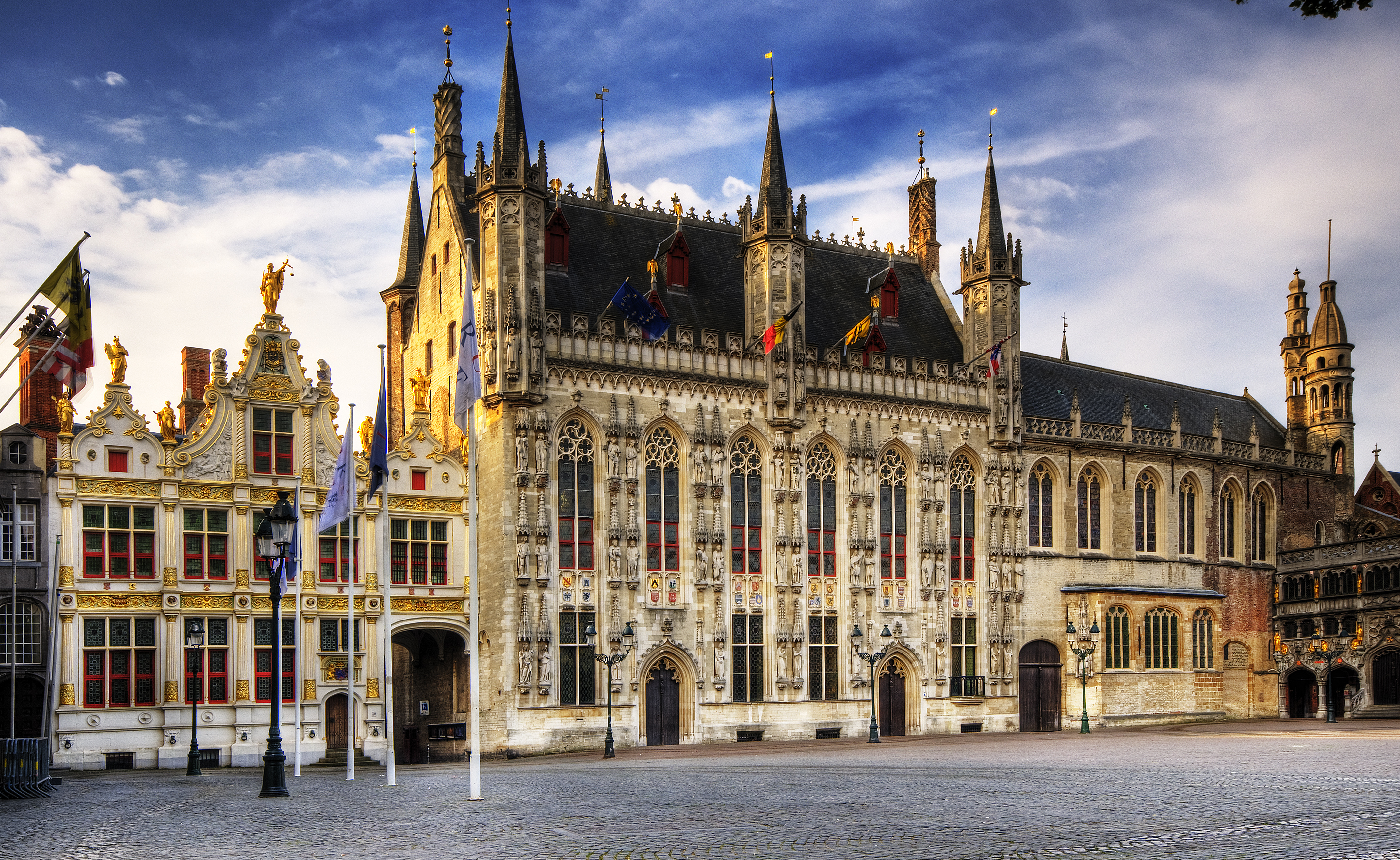
Ayuntamiento de Brujas.

El centro histórico de Brujas (Brugge en neerlandés, Bruges en francés) se articula alrededor de la principal plaza de la ciudad, la Grote Markt o Plaza Mayor. En esta zona central de la ciudad se sitúan los edificios históricos más importantes rodeados de canales.
Este centro fue declarado Patrimonio de la Humanidad por la Unesco en el año 2000. Aunque en gran parte ha sido reconstruido, dicho centro urbano es uno de los más grandes atractivos europeos, ya que mantiene intactas las estructuras arquitectónicas medievales.
Los monumentos históricos más importantes son de dos tipos: civiles y religiosos. 

## Monumentos civiles
Plaza mayor, campanario y mercado cubierto
Situados en la plaza mayor (Grote Markt en neerlandés) se encuentran las estatuas de Jan Breydel y Pieter De Koninck, héroes locales participantes de la famosa Batalla de las espuelas de oro de 1302. 
En esta plaza se encuentran el campanario (Belfort en neerlandés) y el Mercado Cubierto (Hallen en neerlandés). Esas obras, tal y como las vemos actualmente, se fueron ejecutando en diferentes fases de construcción: primero solamente había un mercado cubierto. En 1240 se construyó por primera vez un campanario con aguja de madera, que fue destruido por un incendio en 1280. Entre 1483 y 1487 se edificó la estructura cuadrada de la torre y después de numerosos incendios y restauraciones durante los siglos siguientes, el campanario tiene hoy en día una altura de 83 metros. En cuanto a la función de estas obras, en el mercado cubierto principalmente se vendió lana y paño, mientras que el campanario cumplió la función de centro administrativo y también de vigía para proteger la ciudad contra la catástrofe de los incendios, haciendo sonar la campana en señal de alarma ante el mínimo indicio de fuego.
Plaza Burg y ayuntamiento
La Plaza Burg (Burg en neerlandés) es una fortaleza histórica de Brujas. Esta fortaleza amurallada tuvo una superficie de hasta 1 hectárea con varias puertas de entrada. El conde Arnulf I (889-965) hizo de este lugar un centro poderoso que tiene una función civil. Tanto la iglesia dedicada a Nuestra Señora y a San Donaciano, como el capítulo de canónigos que estaban integrados en la fortaleza, desempeñaron la función religiosa dentro del recinto. La plaza Burg está rodeada por diferentes edificios históricos como el Ayuntamiento y la Basílica de la Santa Sangre y hoy en día es una atracción turística importante de Brujas. 
El Ayuntamiento de Brujas (Stadhuis van Brugge en neerlandés) se encuentra en la plaza Burg. Fue construido en el estilo gótico-florido de 1376 hasta 1421 y es uno de los ayuntamientos más antiguos de Bélgica. Esta casa civil tiene dos salas muy conocidas: la Sala Gótica y la Sala Histórica. En la Sala Gótica hay numerosos murales históricos y una bóveda colgante de madera impresionante. En la Sala Histórica están expuestos documentos y pinturas relacionadas con la rica historia de Brujas. La grandeza del Ayuntamiento es una muestra de la expansión económica de Brujas durante el siglo XIV. 
Puertas de la ciudad
Las puertas de Brujas (Brugse stadspoorten en neerlandés) fueron construidas en tres fases:
Cuando la Plaza Burg fue fortificada durante la primera mitad del siglo IX, se hicieron las cuatro primeras puertas: la puerta Occidental (Westpoort en neerlandés), la puerta Oriental (Oostpoort en neerlandés), la puerta Septentrional (Noordpoort en neerlandés) y la puerta Meridional (Zuidpoort en neerlandés). Durante la segunda fase en los años 1127-1128 se edificaron los corros de Brujas, que consistían en siete puertas como la puerta Flamenca (Vlamingpoort en neerlandés). La tercera y última fase siguió en el año 1297, cuando se construyeron otras siete puertas de las que hoy sólo sobran cuatro: la puerta del Asno (Ezelpoort en neerlandés), la puerta de Gante (Gentpoort en neerlandés), la puerta de la Santa Cruz (Kruispoort en neerlandés) y la puerta Mariscal (Smedenpoort en neerlandés).
Casas de Caridad
Las Casas de Caridad (Godshuizen en neerlandés) se encuentran por todas partes en el centro antiguo de Brujas. Se caracterizan por ser casas pequeñas, blanqueadas con cal y agrupadas alrededor de un patio. Fueron construidas por gremios y burgueses ricos durante el siglo XIV para hospedar a sus miembros viejos o enfermos, principalmente por motivos caritativos, pero además con el objetivo de salvar sus almas. Cada conjunto de casas tenía su propia capilla para que los habitantes pudieran agradecer al bienhechor, asistiendo a rezar cada día. Con la construcción de esas casas las familias ricas querían además ganar prestigio, poniendo su nombre en la fachada de las casas.

## Monumentos religiosos
El beguinaje de la Viña (Begijnhof Ten Wijngaerde en neerlandés) está situado en el sur de Brujas. Originalmente fue un convento para beguinas, que eran mujeres que vivían juntas para llevar una vida religiosa sin hacer la profesión. El beguinaje está compuesto de una iglesia de estilo gótico y unas treinta casas blanqueadas con cal construidas alrededor de un jardín. Hoy en día ya no viven beguinas en el beguinaje, pero desde hace 1927 reside una comunidad conventual de benedictinas. Desde entonces el beguinaje fue transformado en el monasterio De Wijngaard (Monasterium De Wijngaard en neerlandés), un convento para monjas benedictinas parroquiales.
Iglesia de Nuestra Señora

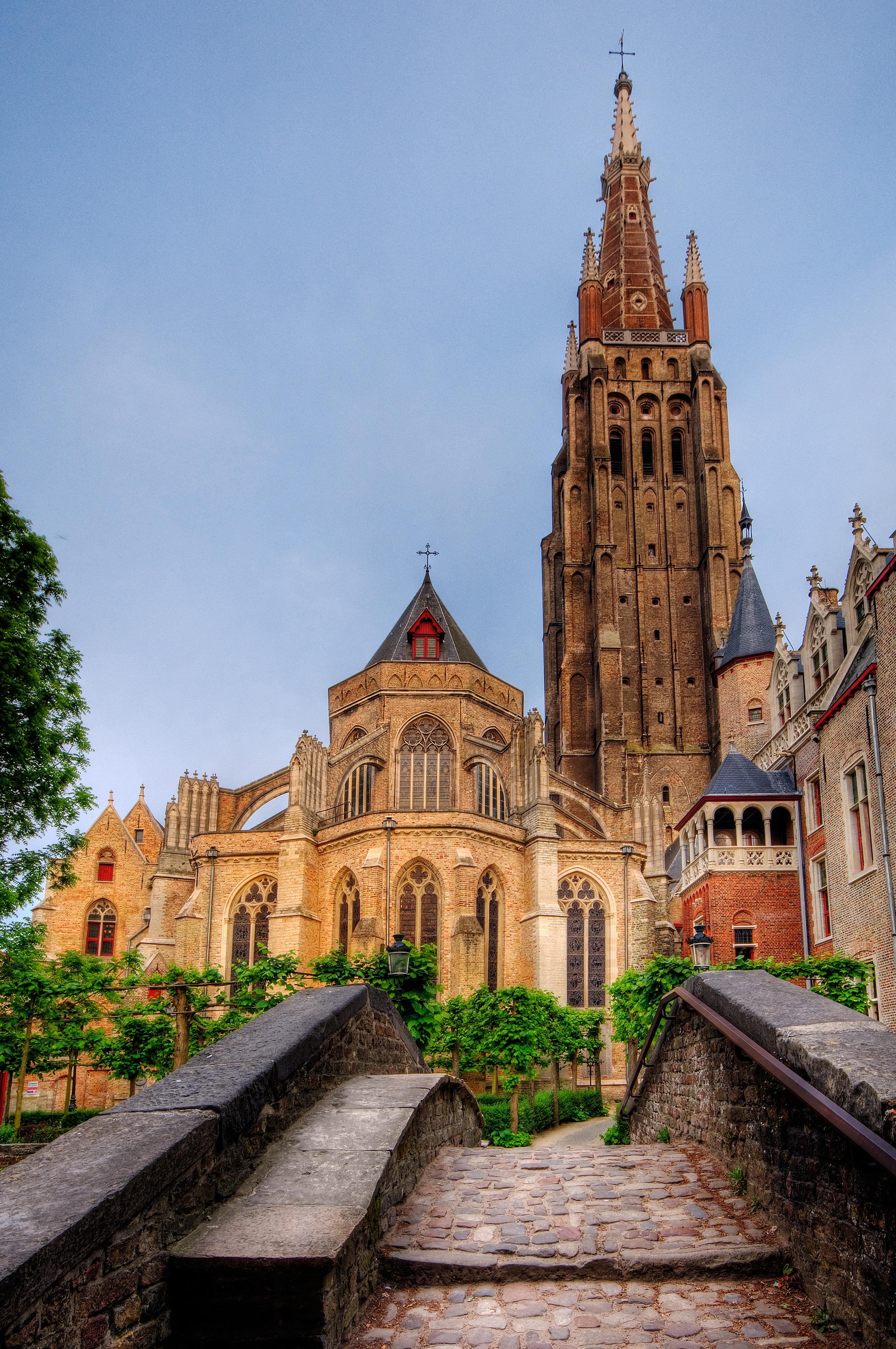
La iglesia de Nuestra Señora.

Con su altura de 122,3 metros, la iglesia de Nuestra Señora (Onze-Lieve-Vrouwekerk en neerlandés) es el segundo edificio de ladrillo más alto del mundo. Fue construida en estilo gótico en el siglo XIII. La iglesia de Nuestra Señora está caracterizada por sus dos torres escaleras. A pesar de la desaparición de muchos de sus tesoros, esta iglesia sigue siendo rica en objetos de arte: la obra muy famosa de Miguel Ángel Madonna de Brujas (La Virgen con el Niño) se encuentra aquí, así como también el tríptico delante del altar mayor de la iglesia que representa “El Monte Calvario” (“De Calvarieberg” en neerlandés) con la muerte de Jesucristo en la cruz, del pintor de la corte de Margarita de Austria, Bernard van Orley. Además, encima de los bancos del coro se encuentran treinta escudos del Orden del Toisón de Oro, de los cuales el primero de la izquierda es el de Carlos el Temerario. 
La iglesia de Nuestra Señora es sobre todo famosa por los mausoleos pintados de María de Borgoña y de su padre Carlos el Temerario. María de Borgoña murió en el año 1482 en Brujas, pero su padre murió fuera, y fue su nieto Carlos V quien transportó los restos mortales del bisabuelo desde Francia hasta Brujas. Sus mausoleos fueron diseñados en el estilo gótico. Ambos monarcas están representados según la costumbre medieval: tumbados, con las manos juntas y los ojos abiertos. A sus pies se encuentran un león y un perro como símbolos de la fuerza masculina y de la fidelidad femenina. 
Catedral de San Salvador
La Catedral de San Salvador (Sint-Salvatorskathedraal en neerlandés) está situada en el sudoeste de la ciudad, es la sede del obispo de Brujas y la iglesia más importante de la ciudad. Se construyó en el siglo IX como una pequeña capilla de estilo románico, cuando la sede del Obispo de Brujas y el edificio religioso más importante de la ciudad era la catedral de San Donaciano, situada frente al Ayuntamiento. La actual catedral de San Salvador ha sufrido cuatro incendios en su historia, y fue después del tercero (1358) que se aumentó su extensión  con una ala de coro y cinco capillas radiales.
A finales del siglo XVIII los ciudadanos franceses de Brujas ahuyentaron al obispo y destruyeron la catedral de San Donato. En 1834, después de la Independencia de Bélgica, de nuevo se instaló un obispo en Brujas y en este tiempo la pequeña iglesia de San Salvador recibió el título de catedral. Después se le construyó una torre más impresionante de estilo neorománico. La catedral ha experimentado en su historia la influencia de muchos estilos diferentes: el estilo románico, el estilo gótico de la Escalda (Scheldegotiek en neerlandés), el estilo gótico-florido y el estilo neogótico. La catedral de San Salvador alberga numerosas obras de arte de la destruida catedral de San Donato, como unos tapices de Bruselas y un retrato del conde asesinado Carlos el Bueno (Karel de Goede en neerlandés).
 Basílica de la Santa Sangre
La Basílica de la Santa Sangre (en neerlandés: Heilig-Bloedbasiliek, en francés: Basilique du Saint-Sang) es una basílica menor de culto católico. Construida originalmente en el siglo XII como capilla de la residencia del conde de Flandes, la iglesia alberga una venerada reliquia de la sangre de Cristo, supuestamente recogida por José de Arimatea y traída de Tierra Santa por Teodorico de Alsacia, conde de Flandes. Construida entre 1134 y 1157, fue consagrada como basílica menor en 1923.
La basílica, del siglo XII, está situada en la plaza del burgo, y consiste en una capilla inferior y otra superior. La capilla inferior, dedicada a San Basilio el Grande, es una oscura estructura románica que se mantiene prácticamente en estado original. La reliquia se encuentra en la capilla superior, reconstruida en estilo gótico durante el siglo XVI, y renovada numerosas veces durante el siglo XIX en estilo neogótico.